# Scarus iseri
Scarus iseri är en fiskart som först beskrevs av Bloch, 1789.  Scarus iseri ingår i släktet Scarus och familjen Scaridae. IUCN kategoriserar arten globalt som livskraftig. Inga underarter finns listade i Catalogue of Life.